# Wilhelma-Saat

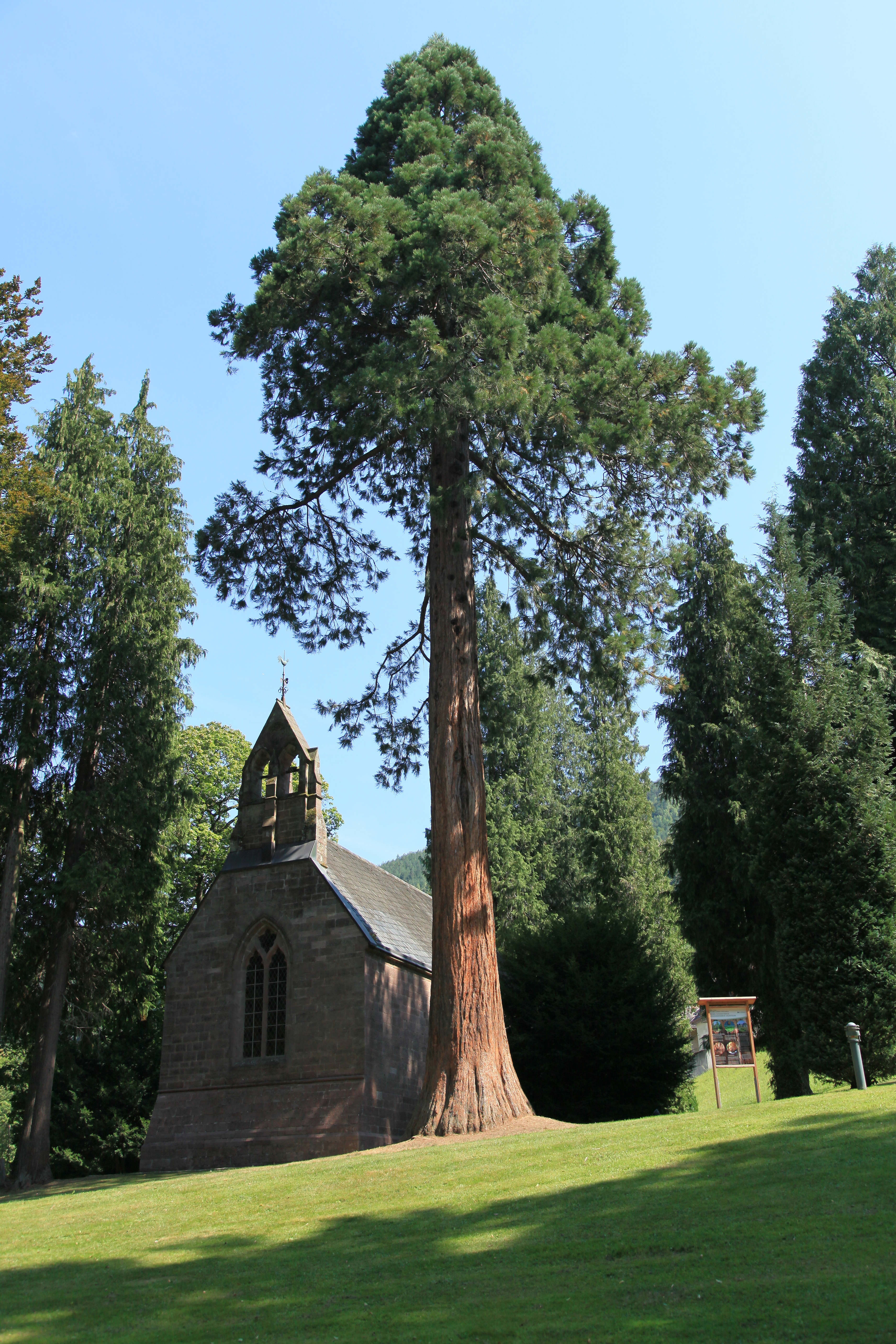
Ein Mammutbaum-Exemplar der Wilhelma-Saat in Bad Wildbad

Wilhelma-Saat bezeichnet die Samen des Riesenmammutbaums (Wellingtonie), die auf Initiative von König Wilhelm I. von Württemberg (1816–1864) kurz nach ihrer Entdeckung nach Württemberg importiert, gezogen und über im Südwesten Deutschlands verteilt gepflanzt wurden. Einige dieser heute auch Riesen- oder Bergmammutbaum genannten Pflanzen sind erhalten und oftmals als Naturdenkmal geschützt.

## Geschichte
Die Riesenmammutbäume wurden in den USA 1852 entdeckt. Der naturverbundene Wilhelm I. soll durch Berichte von Händlern und Reisenden, die aus Amerika zurückkamen, so begeistert gewesen sein, dass er 1864, kurz vor seinem Tod, für 90 Dollar Mammutbaumsamen bestellte. Der Samenhändler war vermutlich Christian Schickler.
Der hohen Zahl liegt der Legende nach vermutlich ein Missverständnis zugrunde. Der König soll „ein Löt Samen“ bestellt haben, die Amerikaner haben die Maßeinheit mit ‚a lot‘ übersetzt – und sehr viele Samen geschickt. Ein Lot entsprach damals in Württemberg etwa einer Menge von 15 Gramm, stattdessen schickten die Amerikaner ein Pfund – was in Württemberg damals 470 Gramm entsprach bzw. 100.000 Stück.
Ein Hofgärtner in Stuttgart zog Saat aus Übersee 1864 im Kalthaus der Wilhelma groß. Aus den Samen gingen mehrere Tausend kräftige Pflanzen hervor (Angaben schwanken zwischen 5000 und 8000). Sie wurden verschult und an Forstdirektionen im ganzen Land verteilt sowie in der Wilhelma selbst eingepflanzt. Sie wurden auch verkauft. Mammutbäume waren in den Königs- und Fürstenhäusern begehrt – als exotische Rarität zur Zierde der herrschaftlichen Residenzen. Im kalten Winter 1879/80 erfroren jedoch viele der noch jungen Bäume bei Temperaturen von bis zu minus 36° Celsius.
2006 bildete sich in Deutschland eine Arbeitsgemeinschaft, die sich die Mammutbäume zum Thema machte.
Im Jahr 2014 wurde das 150. Jubiläum der Mammutbäume „gefeiert“. Zu diesem Zeitpunkt waren 132 erhaltene Exemplare bekannt.

## Verbreitung

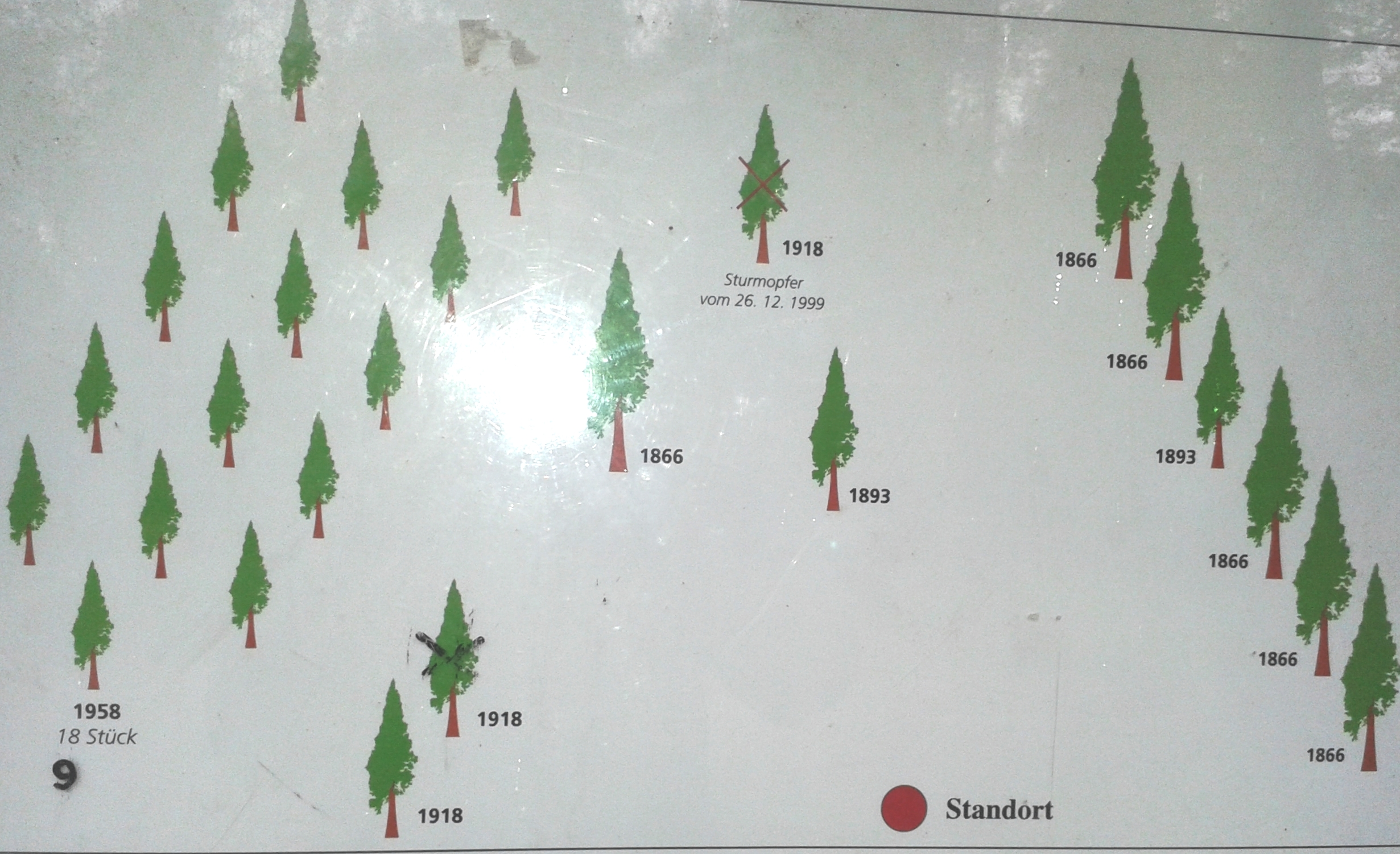
Schautafel in Welzheim mit Mammutbäumen

Heute existieren in Baden-Württemberg noch etwa 200 Bäume aus dieser Saat. In Stuttgart fanden die Setzlinge ihren endgültigen Standort unter anderem in der Wilhelma, im Rosensteinpark, im Solitude- und Pfaffenwald, in Stuttgart-Hohenheim, im Park der Villa Reitzenstein, dem Amtssitz des Ministerpräsidenten von Baden-Württemberg, (3 Stück) und auf dem Stuttgarter Frauenkopf (5 Stück).
Auch außerhalb der Landeshauptstadt gibt es in Baden-Württemberg zahlreiche ausgewiesene Standorte der Mammutbäume – in Schlossgärten, Wäldern und Parkanlagen. So erfolgte ab 1870 die Verpflanzung unter anderem durch die Forstämter Weinheim, Lorch, Schorndorf, Winnenden und Heimerdingen bei Vaihingen (Enz). Im Forstbezirk Welzheim sind insgesamt neun Exemplare erhalten: aus dem Pflanzjahr 1866 sechs, aus 1893 zwei und aus 1918 eins. Außerdem wurden 1958 in einer aufgelösten Pflanzschule 24 Stück gesetzt, davon stehen noch 18. Heidelberg verfügt über einen Mammutbaumwald mit 30 Bäumen, ein mächtiger Baum steht in Ochsenbach. In Remshalden, Weinstadt, Wüstenrot und Hemmingen sind ebenfalls Mammutbäume zu finden. In Oberbrüden (Auenwald) steht mit 55,8 Meter der aktuell (März 2014) höchste Mammutbaum Deutschlands. Der stärkste (Durchmesser in Brusthöhe 4,1 m) steht in Neuweiler. Nicht ganz so groß gewachsen sind die Exemplare am Wanderweg Felsenmeersteig in Albstadt.

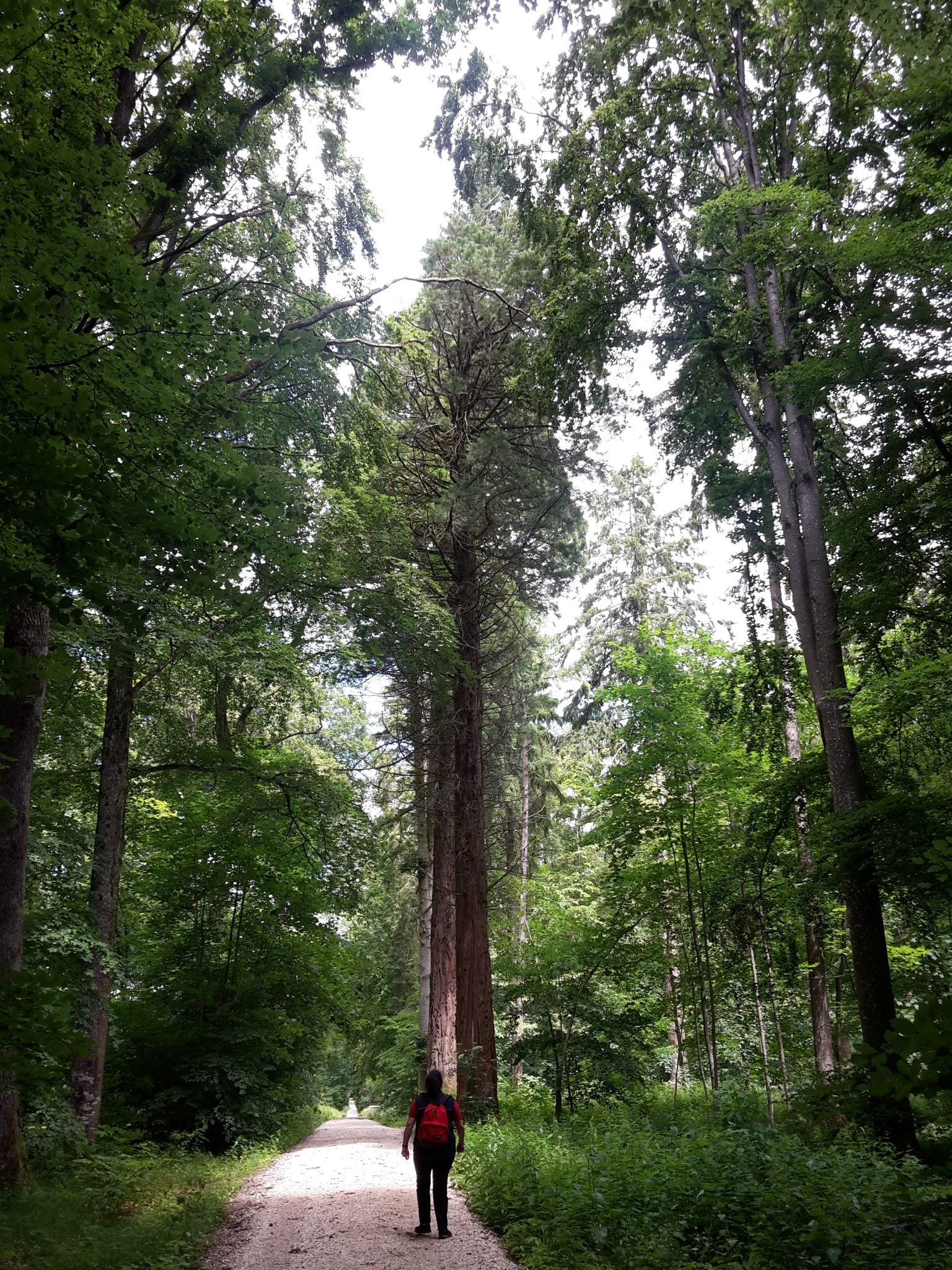
Mammutbäume bei Ulm-Ermingen
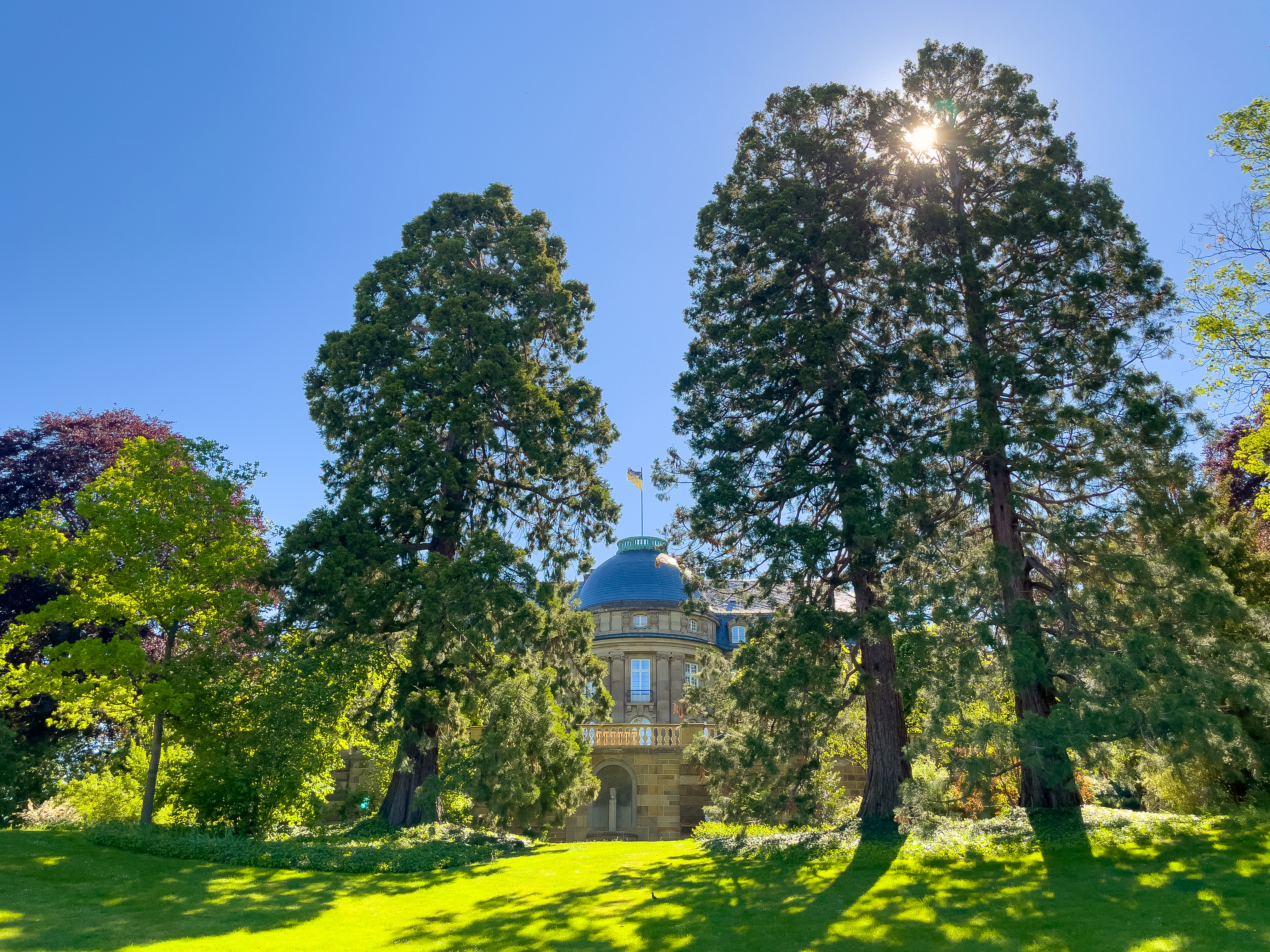
Mammutbäume im Park der Villa Reitzenstein in Stuttgart
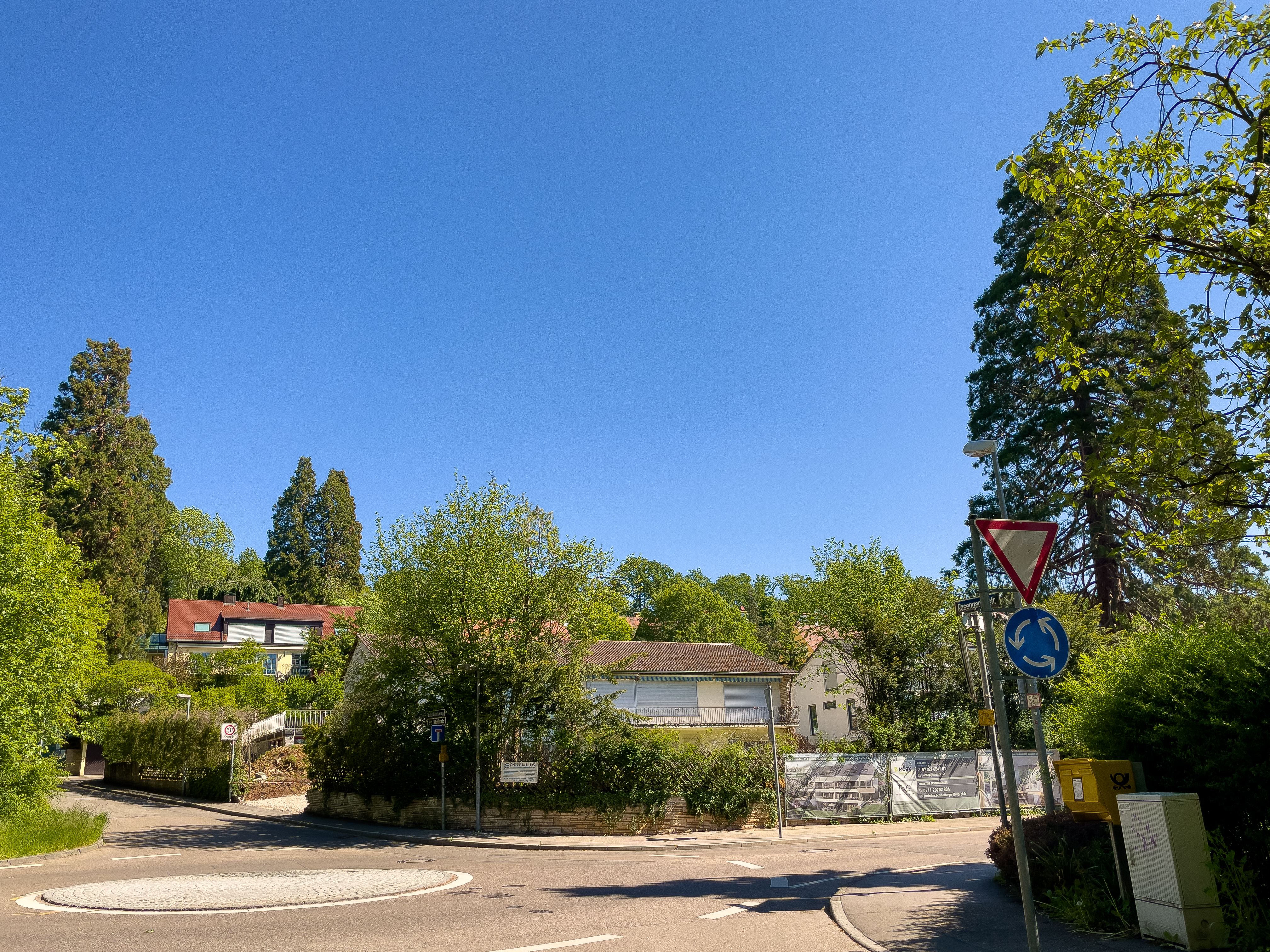
Mammutbäume aus der Wilhelma-Saat in Stuttgart Frauenkopf
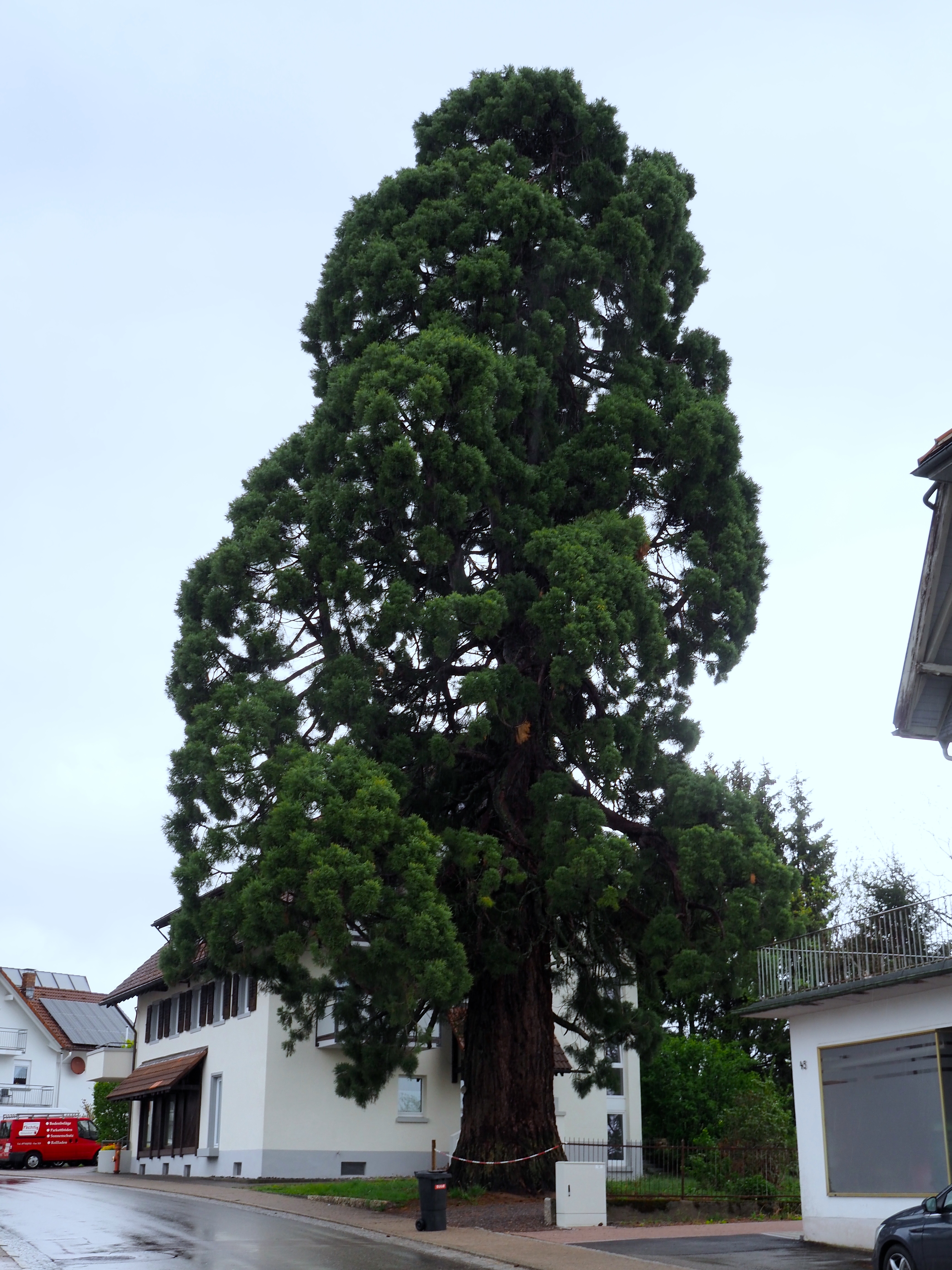
Mammutbaum in Birkendorf im Schwarzwald